# Mitella diphylla
Espèce
Synonymes
- Mitella diphylla f. diphylla[1]
- Mitella oppositifolia Rydb.[2]

Mitella diphylla  est une espèce de plantes de la famille des Saxifragaceae qui est présente dans les bois ouverts de l'Est de l'Amérique du Nord.

## Description
Mitella diphylla pousse à partir d'un système racinaire rhizomateux avec des racines fibreuses. Les feuilles sont grossièrement dentées avec trois à cinq lobes peu profonds. La plupart des feuilles sont basales et il y a une paire opposée de feuilles sans tige sur chaque tige florale.
De minuscules fleurs aux pétales blancs en dentelle finement divisés sont produites au milieu du printemps en grappes sur des tiges atteignant 20 à 50 cm de hauteur.
Les graines sont de petite taille (de 1,2 à 1,6 mm) et produites dans de petites coupes vertes, formées à partir des sépales de la fleur. À maturité, elles sont noires et brillantes. Elles se propagent lorsque la pluie frappe les petites coupes. 

## Écologie
Les fleurs produisent à la fois du pollen et du nectar. En raison de leurs petites tailles, elles sont principalement visitées notamment par de petites abeilles (Lasioglossum sp., Ceratina sp.) ou par des mouches (famille des Syrphidae). 

## Culture
Cette espèce est cultivée comme plante ornementale. Elle préfère les sols humides mésiques à secs et la mi-ombre. 